# Hraničné Petrovice
Hraničné Petrovice (en allemand : Petersdorf) est une commune du district et de la région d'Olomouc, en Tchéquie. Sa population s'élevait à 142 habitants en 2023.

## Géographie
Horní Loděnice se trouve à 8 km à l'est-nord-est de Šternberk, à 20 km au nord-est d'Olomouc, à 63 km à l'ouest-sud-ouest d'Ostrava et à 216 km à l'est-sud-est de Prague.
La commune est limitée par Horní Loděnice et Moravský Beroun au nord, par Domašov nad Bystřicí à l'est, par Jívová au sud, et par Domašov u Šternberka et le quartier Těšíkov de Šternberk à l'ouest.

## Histoire
La première mention écrite de la localité date de 1353.

## Galerie

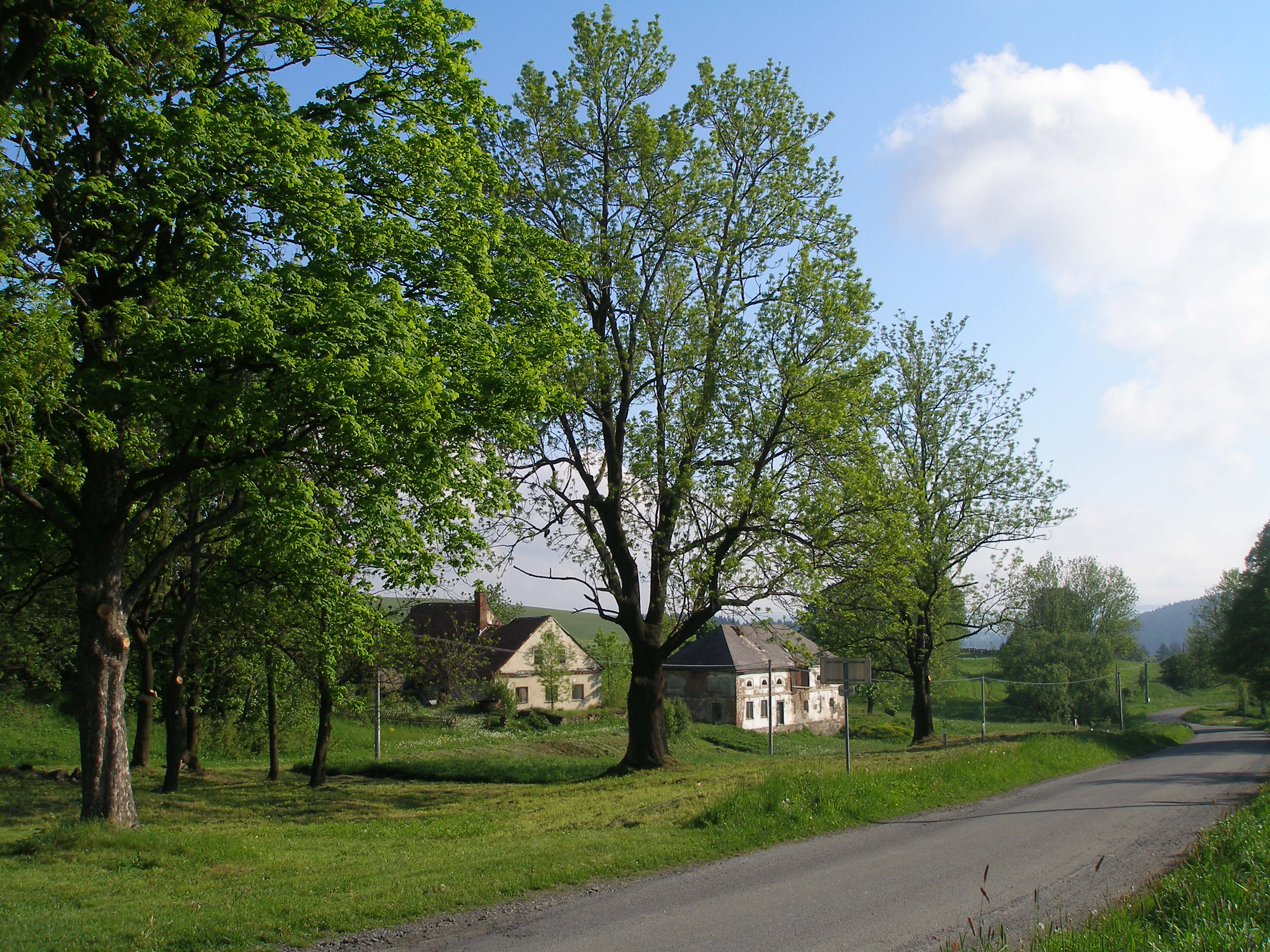
Est de Hraničné Petrovice.
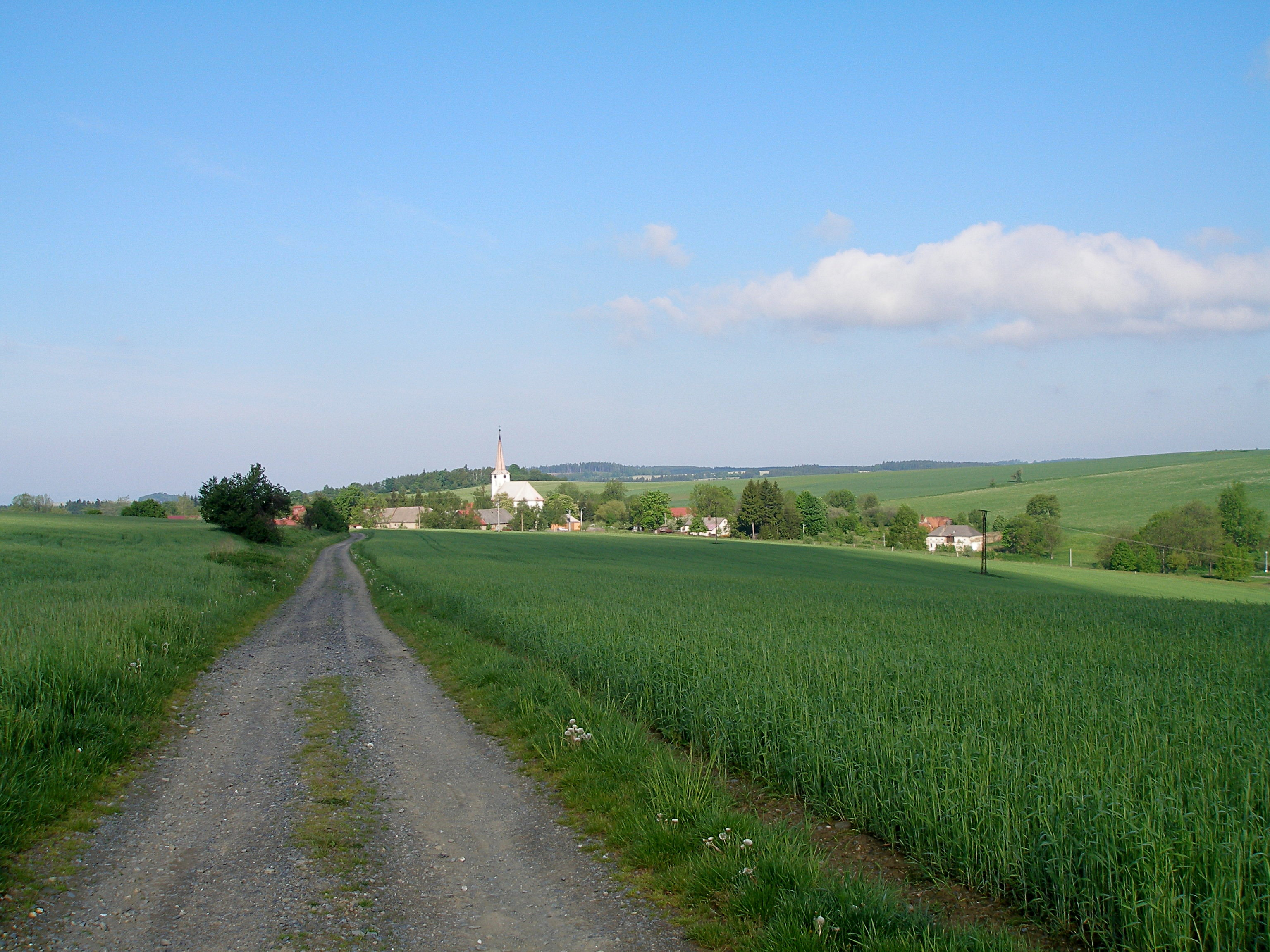
Petersdorf.

## Transports
Par la route, Hraničné Petrovice se trouve à 13 km de Šternberk, à 23 km d'Olomouc et à 263 km de Prague.